# Johannes Schlecht
Johannes Schlecht (* 27. November 1948 in Neuhaus-Schierschnitz) ist ein deutscher Komponist.

## Leben
Johannes Schlecht studierte nach dem Abitur Theologie an der Universität Jena. Es folgte ein musikalisches Fernstudium an der Hochschule für Musik Franz Liszt Weimar. Ein privates Dirigier- und Kompositionsstudium erfolgte bei Manfred Fabricius und Reiner Bredemeyer. Seit 1975 arbeitet er als freischaffender Komponist. Er lebt in Eisenach.

## Auszeichnungen
- 1989: Hanns-Eisler-Preis

## Filmmusik (Auswahl)
- 1988: Kai aus der Kiste
- 1990: Olle Hexe
- 1991: Das Mädchen aus dem Fahrstuhl